# Campanula cretica
Campanula cretica är en klockväxtart som först beskrevs av A.Dc., och fick sitt nu gällande namn av David Nathaniel Friedrich Dietrich. Campanula cretica ingår i släktet blåklockor, och familjen klockväxter.
Artens utbredningsområde är Kriti. Inga underarter finns listade i Catalogue of Life.